# カシオペヤ座ウプシロン2星
カシオペヤ座υ2星（カシオペヤざウプシロン2せい、υ2 Cas）は、カシオペヤ座の恒星で5等星。

## 名称
固有名のカストゥラ (Castula) は、ラテン語で服の前飾りやひだを意味する言葉に由来する。2017年9月5日、国際天文学連合の恒星の命名に関するワーキンググループ (Working Group on Star Names, WGSN) は、カシオペヤ座υ2星の固有名として、Castula を正式に承認した。